# 鈴木利正
鈴木利正（日语：／ Suzuki Toshimasa，1966年4月29日—），日本男性動畫師、動畫演出家、動畫導演。出身於北海道。

## 來歷
首次負責演出的作品是《十二生肖爆烈戰士》（第8話）。
繼執導了《英雄時代》（XEBEC製作）和《神曲奏界 crimson S》（diomedéa製作）之後，近年來，除了XEBEC作品之外，他還參與了SHAFT製作的多部作品。

## 參加作品

### 電視動畫
1992年
- 大拇指公主（—1993年，原畫）

1993年
- 無責任艦長泰勒（原畫）

1995年
- 十二生肖爆烈戰士（—1996年，分鏡、演出）

1997年
- 橫行太保（分鏡、演出）
- BURN-UP EXCESS（—1998年，分鏡、演出）
- 大運動會（—1998年，分鏡、演出）

1998年
- Generator Gawl（日语：ジェネレイターガウル）（分鏡、演出、原畫）
- 魔法陣都市（分鏡、演出）

1999年
- 平行世界物語（日语：デュアル!ぱられルンルン物語）（分鏡、演出）
- 力石戰士（分鏡、原畫）
- 海盜媽寶 兩個人格的女王（日语：宇宙海賊ミトの大冒険）（分鏡）
- 地球防衛企業（—2000年，分鏡、演出）

2000年
- （—2001年，分鏡、演出）

2001年
- 櫻花大戰TV（助理導演、分鏡、演出）
- 魔力女管家（分鏡、演出）
- 通靈王 (2001年版)（—2002年，分鏡、演出、原畫）
- 人造人009 THE CYBORG SOLDIER（—2002年，分鏡、演出）
- 小小雪精靈（—2002年，分鏡）

2002年
- 魔力女管家 ～更美麗的事物～（—2003年，分鏡）

2003年
- 奇諾之旅 -the Beautiful World-（原畫）
- 宇宙學園Stellvia（分鏡、演出）

2004年
- 醜陋美世界（分鏡、演出、原畫）
- 蒼穹之戰神（分鏡、演出）
- 鐵人28號 (2004年版)（分鏡）
- 月詠 -MOON PHASE-（導演補佐、分鏡、演出、ED3演出）

2005年
- 我的主人（分鏡、ED演出）
- 薔薇少女 彷如夢境（演出）
- 蒼穹之戰神蒼穹 RIGHT OF LEFT（分鏡、演出）

2006年
- THE THIRD～蒼之瞳的少女～（日语：ザ・サード）（分鏡、演出）

2007年
- 英雄時代（導演、分鏡、演出、OP分鏡&演出、ED分鏡&演出）

2008年
- 我的狐仙女友（分鏡）
- 灣岸競速（分鏡）
- 今天的五年二班（分鏡）

2009年
- 神曲奏界 crimson S（導演、分鏡、演出、ED分鏡&演出）
- 花冠之淚（分鏡、演出）
- 化物語（分鏡、演出、原畫、OP3總監）

2010年
- 向陽素描×☆☆☆（ED導演）
- 吸血鬼同盟（ED導演）
- 荒川爆笑團（分鏡）

2011年
- 迷糊軟網社（OP分鏡&演出&原畫）

2012年
- 輪迴的拉格朗日（導演、分鏡、演出、OP演出、ED演出）

2013年
- THE UNLIMITED 兵部京介（分鏡、ED分鏡）
- 鎖鎖美小姐@不好好努力（分鏡）

2014年
- 獻給某飛行員的戀歌（導演）
- 花物語（OP分鏡&演出）
- 飆速宅男 GRANDE ROAD（OP分鏡）

2015年
- 蒼穹之戰神 EXODUS（分鏡、演出、原畫）

2016年
- 天真與閃電（OP分鏡）
- 3月的獅子（分鏡）

2018年
- 名偵探柯南（OP46分鏡&演出）
- Fate/EXTRA Last Encore（分鏡）

2019年
- 笑容的代價（導演[2]、分鏡、演出）

2020年
- 魔法紀錄 魔法少女小圓外傳（分鏡）

2022年
- RWBY 冰雪帝國（導演、分鏡、演出、OP導演&原畫、ED導演&分鏡）

### 電影動畫
2010年
- 蒼穹之戰神 HEAVEN AND EARTH（導演）

2016年
- 傷物語〈I 鐵血篇〉（演出）

2017年
- 傷物語〈III 冷血篇〉（演出）
- 煙花（演出）

2023年
- 蒼穹之戰神 BEHIND THE LINE（原畫）

### OVA
1990年
- THE八犬傳（—1991年，原畫）

1994年
- 銀河英雄傳說 (第3期)（—1995年，原畫）

1996年
- 銀河英雄傳說 (第4期)（—1997年，分鏡、演出、原畫）

1998年
- 銀河英雄傳說 外傳第1期「千億之星、千億之光」（原畫）

2000年
- 北方戀曲 Pure Session（演出）

2003年
- 電玩少女櫻吹雪（日语：アーケードゲーマーふぶき）（演出）

2010年
- 變研會（OP分鏡&演出）

2012年
- 輪迴的拉格朗日 鴨川Days（導演）

## 相關項目
- 新房昭之
- XEBEC
- SHAFT
- 日本動畫師列表（日语：アニメ関係者一覧）

## 外部連結
- 鈴木利正的X（前Twitter） （日語）